# Đảng Bharatiya Janata
Đảng Nhân dân Ấn Độ, viết tắt là BJP, là một đảng chính trị cánh hữu ở Ấn Độ của người Ấn Độ và giành thắng lợi lớn trong cuộc tổng tuyển cử Ấn Độ năm 2014 để thành lập chính phủ do ông Narendra Modi làm thủ tướng.

## Mục tiêu
Mục tiêu của đảng là tập trung vào các vấn đề kinh tế và thương mại, không chú trọng các vấn đề xã hội và tôn giáo.

## Bầu cử năm 2014
Trong cuộc bầu cử năm 2014, Đảng Nhân dân Ấn Độ giành chiến thắng lớn. Đảng này giành được thế đa số tại hạ viện với 286/543 ghế. Liên minh do Đảng Nhân dân Ấn Độ dẫn đầu có được tới 325 ghế để lập chính phủ mới. Đây là chiến thắng vang dội nhất của Đảng Nhân dân Ấn Độ trong một cuộc tổng tuyển cử ở Ấn Độ trong vòng 30 năm qua. Đảng Nhân dân Ấn Độ đã chiếm được đa số, giúp ông không phải đàm phán liên minh với các đảng nhỏ và thành lập chính phủ liên hiệp do đó họ có nhiều điều kiện thuận lợi trong việc tự quyết các chính sách. Đây là lần đầu tiên trong vòng 25 năm một chính đảng tại Ấn Độ giành đủ đa số tuyệt đối để có thể thành lập chính phủ độc lập.

## Một số đảng viên
- Syama Prasad Mookerjee: Người sáng lập
- Deendayal Upadhyaya
- Atal Bihari Vajpayee
- Narendra Modi
- J. Krishna Palemar
- C. C. Patil
- Laxman Savadi